# Dominick Trinchera
Dominick "Big Trin" Trinchera (20 decembrie 1936, Rockland, New York - 5 mai 1981, Dyker Heights, Brooklyn) a fost capo în familia mafiotă Bonanno fiind ucis împreună cu Alphonse Indelicato și Phillip Giaccone pentru încercarea lor de a-l elimina pe aspirantul la funcția de șef, Phillip Rastelli . 
Pe 5 mai 1981, Trinchera, Indelicatto și Giaccone au fost uciși într-o ambuscadă la 20/20 Night Club în Clinton Hill, Brooklyn de către Joseph Massino și alți membrii ai familiei Bonanno. Cei trei se prezentaseră la o întâlnire pentru a încerca să evite izbucnirea unui război în sânul familiei însă au avut parte de o înscenare.